# Natrium-24
Natrium-24 of 24Na is een radioactieve isotoop van natrium. Het is een van de drie op Aarde voorkomende isotopen van het element, naast natrium-22 (radioactief) en natrium-23 (stabiel). Van de isotoop komen slechts sporen op Aarde voor.

## Radioactief verval
Natrium-24 ontstaat onder meer bij het radioactief verval van neon-24. Zelf vervalt het tot de stabiele isotoop magnesium-24 door uitzenden van een elektron:
{\displaystyle {\ce {{^{24}_{11}Na}->{^{24}_{12}Mg}+{e^{-}}+{\bar {\nu }}_{e}}}}
De halveringstijd bedraagt bijna 15 uur.
17Na · 18Na · 19Na · 20Na · 21Na · 22Na · 22mNa · 23Na · 24Na · 24mNa · 25Na · 26Na · 27Na · 28Na · 29Na · 30Na · 31Na · 32Na · 33Na · 34Na · 35Na · 36Na · 37Na